# Бронзовокрылые голуби-фапс
Бронзовокрылые голуби-фапс (лат. Phaps, от др.-греч. φάψ «дикий голубь», «вяхирь») — род птиц семейства голубиных.
Эндемики Австралии и Тасмании.

## Виды
Род включает 3 вида:
- Phaps chalcoptera — обыкновенный бронзовокрылый голубь-фапс
- Phaps elegans — кустарниковый бронзовокрылый голубь-фапс
- Phaps histrionica — бронзовокрылый фапс-арлекин

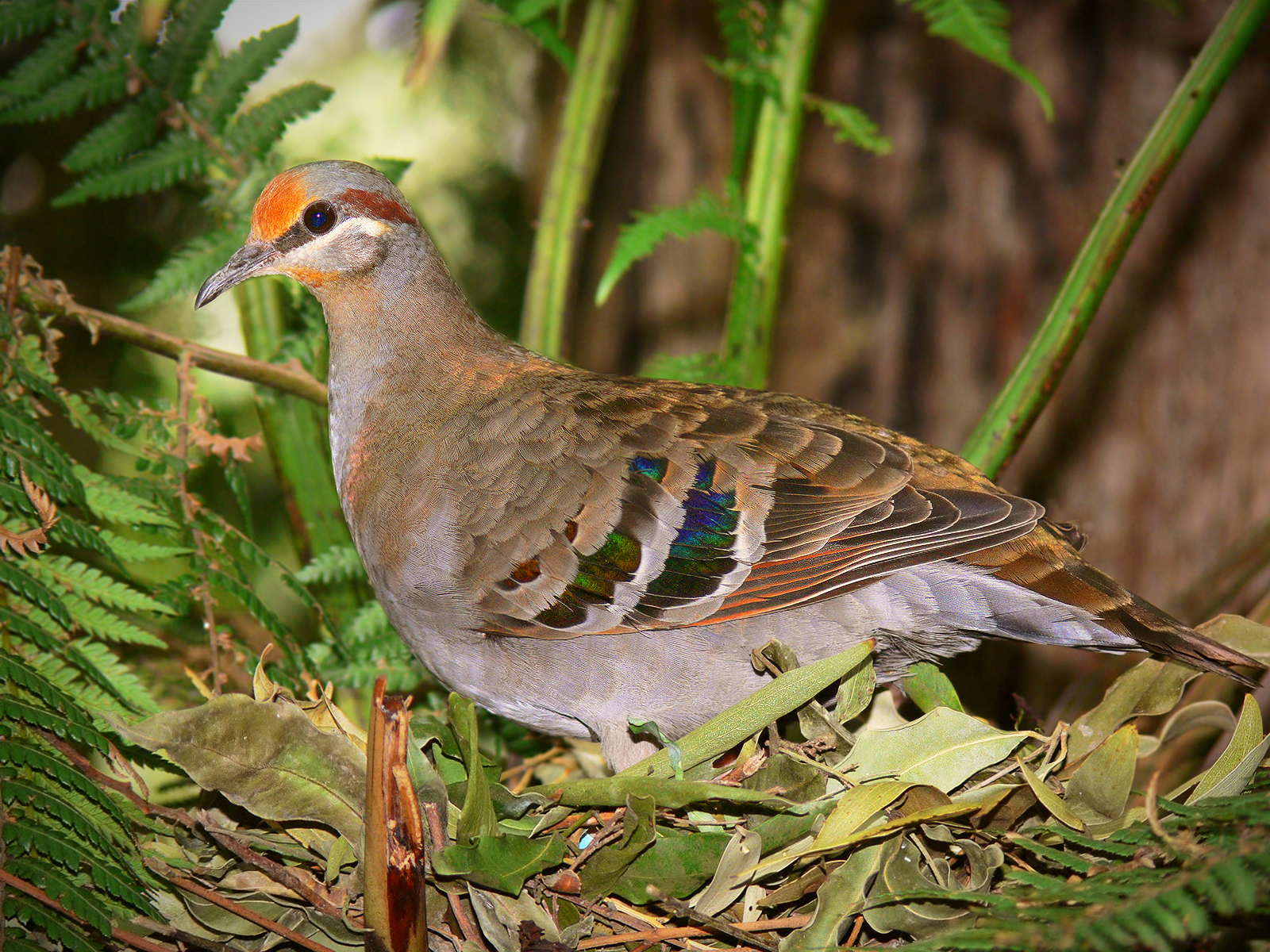
Кустарниковый бронзовокрылый голубь-фапс